# Andrzej Iwan
Andrzej Iwan (Krakau, 10 november 1959 – aldaar, 27 december 2022) was een profvoetballer uit Polen, die zijn actieve carrière in 1994 beëindigde. Hij werd in 1987 uitgeroepen tot Pools voetballer van het jaar.

## Levensloop

### Clubcarrière
Iwan speelde als aanvaller voor Wisła Kraków en Górnik Zabrze, voordat hij in de winterstop van het seizoen 1987–1988 naar Duitsland vertrok om zich aan te sluiten bij VfL Bochum.

### Interlandcarrière
Iwan kwam in totaal 29 keer (elf doelpunten) uit voor de nationale ploeg van Polen in de periode 1978–1987. Hij maakte zijn debuut op 6 juni 1978 tegen Tunesië tijdens het WK voetbal in Argentinië. Iwan viel in dat groepsduel na zestig minuten in voor Andrzej Szarmach. Vier jaar later eindigde hij met Polen op de derde plaats bij de WK-eindronde in Spanje. Hij speelde zijn 29ste en laatste interland op 27 oktober 1987 tegen Tsjechoslowakije in Bratislava (3-1 nederlaag).
| Interlandoelpunten | Interlandoelpunten | Interlandoelpunten | Interlandoelpunten | Interlandoelpunten | Interlandoelpunten | Interlandoelpunten | Interlandoelpunten |
| #                  | Datum              | Locatie            | Wedstrijd          | Goal(s)            | Score              | Uitslag            | Wedstrijd          |
| ------------------ | ------------------ | ------------------ | ------------------ | ------------------ | ------------------ | ------------------ | ------------------ |
| 1                  | 22/06/1980         | Warschau           | Polen – Irak       | 65'                | 3 – 0              | 3 – 0              | Oefenduel          |
| 2                  | 02/07/1980         | Santa Cruz         | Bolivia – Polen    | 79'                | 0 – 1              | 0 – 1              | Oefenduel          |
| 3                  | 09/07/1980         | Bogota             | Colombia – Polen   | 10'                | 0 – 1              | 1 – 4              | Oefenduel          |
| 4                  | 09/07/1980         | Bogota             | Colombia – Polen   | 16'                | 0 – 2              | 1 – 4              | Oefenduel          |
| 5                  | 09/07/1980         | Bogota             | Colombia – Polen   | 32'                | 0 – 3              | 1 – 4              | Oefenduel          |
| 6                  | 12/11/1980         | Barcelona          | Spanje – Polen     | 19'                | 0 – 1              | 1 – 2              | Oefenduel          |
| 7                  | 12/11/1980         | Barcelona          | Spanje – Polen     | 89'                | 1 – 2              | 1 – 2              | Oefenduel          |
| 8                  | 19/11/1980         | Krakau             | Polen – Algerije   | 38'                | 3 – 0              | 5 – 1              | Oefenduel          |
| 9                  | 19/11/1980         | Krakau             | Polen – Algerije   | 73'                | 5 – 0              | 5 – 1              | Oefenduel          |
| 10                 | 24/05/1981         | Bydgoszcz          | Polen – Ierland    | 2'                 | 1 – 0              | 3 – 0              | Oefenduel          |
| 11                 | 07/09/1983         | Krakau             | Polen – Roemenië   | 57' (pen)          | 2 – 1              | 2 – 2              | Oefenduel          |

### Leven na het voetbal
Iwan was onder meer assistent-coach voor Wisła Kraków in 1999–2001 en voor Zagłębie Lubin in 2002. Hij keerde in 2021 terug naar Wisła als onderdeel van de scoutingafdeling. Daarnaast werkte Iwan ook als voetbalcommentator.
Iwan worstelde met alcoholverslaving en had in het verleden suïcidale neigingen. Hij overleed op 63-jarige leeftijd.

## Erelijst
Wisła Kraków
- Pools landskampioen

1978
 Górnik Zabrze
- Pools landskampioen

1986
- Pools voetballer van het jaar

1987